# SACD
Super Audio Compact Disc (SACD) je zvukový nosič vizuálně stejný jako klasický kompaktní disk. Nabízí však mnohem lepší zvukový komfort. Klasické CD nabízí frekvenční rozpětí do 20 kHz, SACD dokáže věrně reprodukovat zvuk až do 100 kHz. Výhodou nosiče SACD je, že dokáže navíc reprodukovat i prostorový zvuk a díky dvěma vrstvám určeným pro uložení záznamu může nést současně i stejnou stopu jako klasické CD – takové disky pak mohou být přehrávány na jakémkoli CD přehrávači nebo CD mechanice a jsou označovány jako hybridní. Pro naprosto věrné přehrání záznamu SACD je nutné vlastnit přehrávač podporující funkce SACD a samozřejmě i kvalitní Hi-Fi zařízení. SACD v době svého vzniku mělo nejen nabídnout vynikající zvuk hudebním posluchačům, ale částečně i vyřešit propady hudebního trhu, zejména vzhledem k nemožnosti pořizování identických pirátských kopií. Nosič však v masovém měřítku neuspěl a nyní se stal spíše záležitostí pro náročné posluchače. Množství titulů vydávaných na SACD navíc není nikterak velké. I proto je celý náklad řady titulů dávno rozebrán.
Formát SACD byl poprvé představen v roce 1999, společně ho vyvíjely firmy Sony a Philips – tedy společnosti, které společně vyvinuly i klasický CD disk. SACD vede válku s formátem DVD-Audio, ale ani jednomu formátu se zatím nepodařilo nahradit klasické CD disky.